# Arctornis kumatai
Arctornis kumatai är en fjärilsart som beskrevs av Inoue 1956. Arctornis kumatai ingår i släktet Arctornis och familjen tofsspinnare. Inga underarter finns listade i Catalogue of Life.